# Yoncq
Yoncq é uma comuna francesa na região administrativa de Grande Leste, no departamento das Ardenas. Estende-se por uma área de 15,5 km². Em 2010 a comuna tinha 97 habitantes (densidade: 6,3 hab./km²).